# C. J. Wilson (Footballspieler, 1987)
Clifford James Wilson (* 30. März 1987 in Belhaven, North Carolina) ist ein ehemaliger US-amerikanischer American-Football-Spieler. Zuletzt spielte er bei den Chicago Bears in der National Football League (NFL) auf der Position des Defensive End. Mit den Green Bay Packers konnte er den Super Bowl XLV gewinnen.

## College
Wilson besuchte die East Carolina University und spielte für deren Team, die Pirates, von 2006 bis 2009 auf verschiedenen Positionen in der Defensive Line erfolgreich College Football, wobei er 27 Sacks erzielen konnte.

## NFL

### Green Bay Packers
Beim NFL Draft 2010 wurde er in der 7. Runde als insgesamt 230. von den Green Bay Packers ausgewählt. Bereits in seiner Rookie-Saison kam er regelmäßig zum Einsatz und konnte mit seinem Team den Super Bowl, wo er als Starter auflief, nicht nur erreichen, sondern sogar gewinnen. 

### Oakland Raiders
Nach vier Saisons bei den Packers wechselte er zu den Oakland Raiders. Wurde sein Einjahresvertrag zunächst nochmals verlängert, wurde er in der Spielzeit 2015 nach nur vier Spielen entlassen.

### Detroit Lions
Nur zwei Tage später wurde er von den Detroit Lions verpflichtet, um den verletzten Andre Fluellen zu ersetzen.

### New Orleans Saints
Im Juni 2016 unterschrieb Wilson bei den New Orleans Saints, nachdem sich mehrere Verteidiger in der Saisonvorbereitung schwere Verletzungen zugezogen hatten. Er wurde allerdings noch vor Beginn der Regular Season wieder entlassen.

### Chicago Bears
Ende September wurde er von den Chicago Bears verpflichtet. In der Spielzeit 2016 kam er sechsmal zum Einsatz. Anfang September 2017 wurde Wilson wieder entlassen.